# جون ميستاكون
جون، المُلقب ميستاكون ("ذو الشارب"؛ (باليونانية: Ἰωάννης ὁ Μυστάκων)‏، ازدهر 580–590)، كان قائدً عسكريًا رومانيًا شرقيًا بارزًا في الحروب مع بلاد فارس الساسانية في عهد الأباطرة البيزنطيين تيبريوس الثاني (حكم من 578 إلى 582) وموريكيوس (حكم من 582 إلى 602).

## سيرته
مواطن تراقي، ظهر جون لأول مرة في التاريخ كقائد عسكري في أرمينيا الرومانية عام 579، جنبًا إلى جنب مع كورس. إذا لم يكن يشغل بالفعل منصب قائد عسكري لكل أرمينيا في ذلك الوقت، فقد تم ترقيته إليه بحلول عام 582، عندما تم تعيينه قائدًا عسكريًا لكامل المشرق من قبل موريكيوس المُتوج حديثًا. بعد ذلك بفترة وجيزة، ربما في خريف 582، خاض معركة ضارية كبرى مع الفرس الساسانيين تحت قيادة كارداريجان بالقرب من تقاطع نهري نيمفيوس (بطمان حاليًا) ودجلة. في هذه المعركة، تولى جون قيادة المركز، بينما كان زميله القديم كور يقود الجناح الأيمن والقائد أريولف الجناح الأيسر. في البداية، سارت المعركة على ما يرام، حيث قام الوسط واليسار بدفع الفرس إلى الخلف، لكن كور لم يتابع الأمر، بسبب غيرته من جون، مما تسبب في تراجع الجيش الروماني الشرقي المهزوم. بعد هزيمة أخرى خلال حصار فاشل لحصن أكباس، تم استبداله (في أواخر 583) بفيليبيكوس.
في حوالي عام 585 تزوج بلاسيديا، ابنة أناستاسيوس وجوليانا (سليلة أنيسيوس أوليبريوس، الإمبراطور الروماني الغربي). لقد قيل أن جون ميستاكون كان ابن أرتابانيس، سليل الأرشكيين الذي كان والده وشقيقه يُدعى جون. في عملية إعادة البناء هذه، ربما كان لدى جون وبلاسيديا ولدان: مانويل وفالنتينوس أرساكوني، اللذين كانا أيضًا من أصل أرشكي.
في عام 587، تم تكليفه لفترة وجيزة بالقيادة في تراقيا ضد الأفار بعد هزيمتهم والقبض على القائد المحلي كاستوس. نجح جون في تخفيف حصار الأفار عن أدرنة بعد هزيمتهم في المعركة، لكنه رفض ملاحقتهم بدافع الحذر. بحلول عام 589، عاد إلى القيادة في أرمينيا بصفته قائدًا للجنود، وهو المنصب الذي شغله حتى سنوات قليلة بعد سلام 591 مع بلاد فارس، عندما أعفاه هرقل الأكبر. وفي نفس الوقت تقريبًا، تم ترقيته إلى رتبة باتريسيوس. في عام 589، حاصر العاصمة الأرمنية دفين، لكنه رفع الحصار عنها عندما سمع بتمرد القائد العسكري بهرام جوبين ضد الشاه الفارسي هرمز الرابع (حكم من 579 إلى 590). مستفيدًا من الاقتتال الفارسي، أغار على أذربيجان التي كانت تحت سيطرة الفرس، وحمل الكثير من الغنائم والعديد من الأسرى. في عام 591، شارك في الحملة الرومانية الفارسية المشتركة بقيادة نارسيس لإعادة كسرى الثاني (حكم من 590 إلى 628)، الحاكم الفارسي الشرعي، إلى عرشه. على رأس قواته الأرمنية، قاتل في معركة بلاراثون الحاسمة، والتي كانت بمثابة الهزيمة النهائية للمغتصب بهرام.